# 3419 Guth
3419 Guth este un asteroid din centura principală, descoperit pe 8 mai 1981 de Ladislav Brožek.